# Vladimir Tarasenko
Vladimir Andreevič Tarasenko (in russo Влади́мир Андре́евич Тарасе́нко?; Jaroslavl', 13 dicembre 1991) è un hockeista su ghiaccio russo.

## Palmarès

### Club
- Stanley Cup: 2

St. Louis Blues: 2018-2019
Florida Panthers: 2023-2024

### Mondiali
- 1 medaglia:
  - 1 argento (Repubblica Ceca 2015)